# Castilleja longiflora
Castilleja longiflora är en snyltrotsväxtart som beskrevs av Gustav Kunze. Castilleja longiflora ingår i släktet målarborstar, och familjen snyltrotsväxter. Inga underarter finns listade i Catalogue of Life.